# 殿前駅
殿前駅（でんぜんえき、閩南語:tiān-tsiân tsām）は、中華人民共和国福建省廈門市湖里区殿前街道高殿社区嘉禾路石鼓山インターチェンジの北側にある、廈門軌道交通1号線の駅である。

## 歴史
- 2017年12月31日1号線の駅として開業。

## 駅構造

### のりば
| 番線 | 路線              | 方面                                      | 行先        |
| ---- | ----------------- | ----------------------------------------- | ----------- |
|      | 廈門軌道交通1号線 | 集美学村・杏林村・集美大道・廈門北駅 方面 | 岩内 行き   |
|      | 廈門軌道交通1号線 | 烏石浦・中山公園・鎮海路 方面             | 鎮海路 行き |

## 隣の駅
廈門軌道交通
■1号線
火炬園駅 - 殿前駅 - 高崎駅